# Réserve d'oiseaux de Tanji
 (mai 2024).
La réserve d'oiseaux de Tanji est une réserve d'oiseaux en Gambie. Créée en 1993, elle couvre une superficie de 612 hectares. Elle est également connue sous le nom de Karinti, réserve de la rivière Tanji ou parc national de Tanji.

## Localisation
La réserve d'oiseaux de Tanji se trouve à 3 km au nord du village de pêcheurs de Tanji et comprend la rivière Karinti. La réserve protégée, qui comprend une zone du Bold Cape et des îles Bijol (îles Kajonyi), est située à 1,5 km du littoral de l'océan Atlantique. Les îles Bijol sont les seules îles au large de la Gambie,. L'île Bijol est constituée de deux îles qui se rejoignent à marée basse .

## Habitat
La réserve d'oiseaux de Tanji comprend des mangroves, des forêts sèches et des forêts de dunes côtières. Le long de la côte, on trouve une série de lagunes et, au large, les îles Bijol, qui sont des lieux importants pour la reproduction des tortues marines et des oiseaux.

## Faune
La réserve d'oiseaux de Tanji compte environ 300 espèces d'oiseaux recensées, dont 82 espèces paléarctiques. La réserve a été déclarée zone importante pour la conservation des oiseaux par Birdlife International. Les espèces observées régulièrement dans les lagons de la réserve comprennent le Héron à tête noire, le Pluvier rieur, la Sterne caspienne, le pluvier éperon, le Bécasseau sanderling, le héron des récifs occidentaux, la Sterne royale et le petit Goéland marin. Les îles Bijol constituent une zone d'alimentation et de repos importante pour un nombre important d'oiseaux de rivage, d'oiseaux de mer, de Balbuzards et d'autres oiseaux, y compris les seuls oiseaux de mer reproducteurs de Gambie, notamment des colonies de Mouettes rieuses, de Goélands à bec grêle, de sternes royales, Sterne caspienne, Cormorans à longue queue et hérons des récifs occidentaux.
La réserve abrite également un riche biote d'insectes. Une enquête de 2019 a découvert 31 espèces de termites, dont dix-neuf ne sont connues nulle part ailleurs en Gambie et suggérant la nécessité d'une redéfinition de certains groupes.

## Gestion
La réserve a fait l'objet de cultures sur brûlis de la part des habitants de Brufut, qui ont exprimé leur ressentiment à l'égard de la création de la réserve sans leur vote et du fait qu'elle porte le nom d'une petite ville côtière de Tanji qui dépendait moins des ressources de la réserve. Cela a entraîné une diminution, mais pas une disparition, de la plupart des espèces d'arbres de la réserve. Cependant, les résidents ont également exprimé presque universellement leur soutien à leur participation à la gestion de la réserve dans une étude menée par des chercheurs de l'Université Dalhousie en 2001.